# Omloop Het Nieuwsblad femminile 2021
L'Omloop Het Nieuwsblad femminile 2021, sedicesima edizione della corsa, valida come prova di classe 1.Pro dell'UCI Women's ProSeries 2021, si svolse il 27 febbraio 2021 su un percorso di 124,4 km, con partenza da Gand e arrivo a Ninove, in Belgio. La vittoria fu appannaggio della neerlandese Anna van der Breggen, la quale completò il percorso in 3h21'00", alla media di 37,13 km/h, precedendo la danese Emma Norsgaard e la connazionale Amy Pieters.
Delle 144 cicliste partenti, 111 portarono a termine la competizione.

## Squadre e cicliste partecipanti
Al via 24 formazioni.
| N.      | Cod. | Squadra                            |
| ------- | ---- | ---------------------------------- |
| 1-6     | MOV  | Movistar Team                      |
| 11-16   | LIV  | Liv Racing                         |
| 21-26   | CSR  | Canyon-SRAM Racing                 |
| 31-36   | ALE  | Alé BTC Ljubljana                  |
| 41-46   | FDJ  | FDJ Nouvelle Aquitaine Futuroscope |
| 51-56   | BEX  | Team BikeExchange                  |
| 61-66   | DSM  | Team DSM                           |
| 71-76   | SDW  | Team SD Worx                       |
| 81-86   | TSF  | Trek-Segafredo                     |
| 91-96   | CCT  | Bingoal Casino-Chevalmeire         |
| 101-106 | DVE  | Doltcini–Van Eyck–Proximus         |
| 111-116 | LSL  | Lotto Soudal                       |

| N.      | Cod. | Squadra                           |
| ------- | ---- | --------------------------------- |
| 121-126 | MUL  | Multum Accountants Ladies         |
| 131-136 | ARK  | Arkéa Pro Cycling Team            |
| 141-146 | WCS  | Women Cycling Sport               |
| 151-156 | WNT  | Ceratizit-WNT Pro CT              |
| 161-166 | DRP  | Drops-Le Col s/b TEMPUR.          |
| 171-176 | HPU  | Hitec Products                    |
| 181-186 | JVW  | Jumbo-Visma                       |
| 191-196 | NXG  | NXTG Racing                       |
| 201-206 | PHV  | Parkhotel Valkenburg              |
| 211-216 | RUP  | Rupelcleaning-Champion Lubricants |
| 221-226 | TIB  | Tibco-Silicon Valley Bank         |
| 231-236 | VAL  | Valcar-Travel & Service           |

## Ordine d'arrivo (Top 10)
| Pos. | Corridore            | Squadra      | Tempo    |
| ---- | -------------------- | ------------ | -------- |
| 1    | Anna van der Breggen | SD Worx      | 3h21'00" |
| 2    | Emma Norsgaard       | Movistar     | a 23"    |
| 3    | Amy Pieters          | SD Worx      | s.t.     |
| 4    | Lotte Kopecky        | Liv          | s.t.     |
| 5    | Hannah Barnes        | Canyon       | s.t.     |
| 6    | Marta Bastianelli    | Alé          | s.t.     |
| 7    | Lisa Brennauer       | Ceratizit    | s.t.     |
| 8    | Grace Brown          | BikeExchange | s.t.     |
| 9    | Marta Cavalli        | FDJ          | s.t.     |
| 10   | Elisa Longo Borghini | Trek         | a 26"    |